# Berger des Nuages
Berger des Nuages, Pastor de Nubes ou Pastor de Nuvens é uma obra de arte de Hans Arp próxima à Plaza Cubierta da Cidade Universitária de Caracas.

## Contexto
O arquiteto e designer venezuelano Carlos Raúl Villanueva começou a projetar o campus da Cidade Universitária de Caracas na década de 1940, iniciando a construção na década de 1950, uma época em que o movimento modernista predominava na América Latina.
Villanueva contratou artistas de todo o mundo para contribuir com trabalhos para o campus, incluindo Arp.

## Design e construção
O projeto também é conhecido como Forme de Lutin (Forma de Gnomo), e a escultura, de 3,2 metros de altura, tem várias cópias menores ao redor do mundo. A escultura em Caracas foi baseada em uma das formas menores, que foram criadas em 1949, ambas feitas na fundição Susse, e foi instalada no campus em 1954.

Ao desenvolver a escultura a partir de seu design menor, Arp disse em 1953:
Quando acordei, encontrei no meu banco de escultor uma forma pequena, lúdica e viva de uma certa obesidade, como a barriga de um alaúde. Pareceu-me que evocou um duende (lutin). Então eu o nomeei com essa forma. E agora, um dia, este pequeno personagem elfo, através de um meio venezuelano, de repente se encontra o pai de um gigante. Este filho gigante se parece com o pai como um ovo para outro, um figo para outro, um sino para outro. Como o pai, é difícil definir. E como todas as definições, a dada na segunda-feira é diferente de outra na terça. Qualquer definição da matéria, do átomo, desde o pré-socrático até os dias atuais ... que nuvem perturbadora! Foi isso que fez o jovem gigante decidir se tornar um pastor das nuvens?

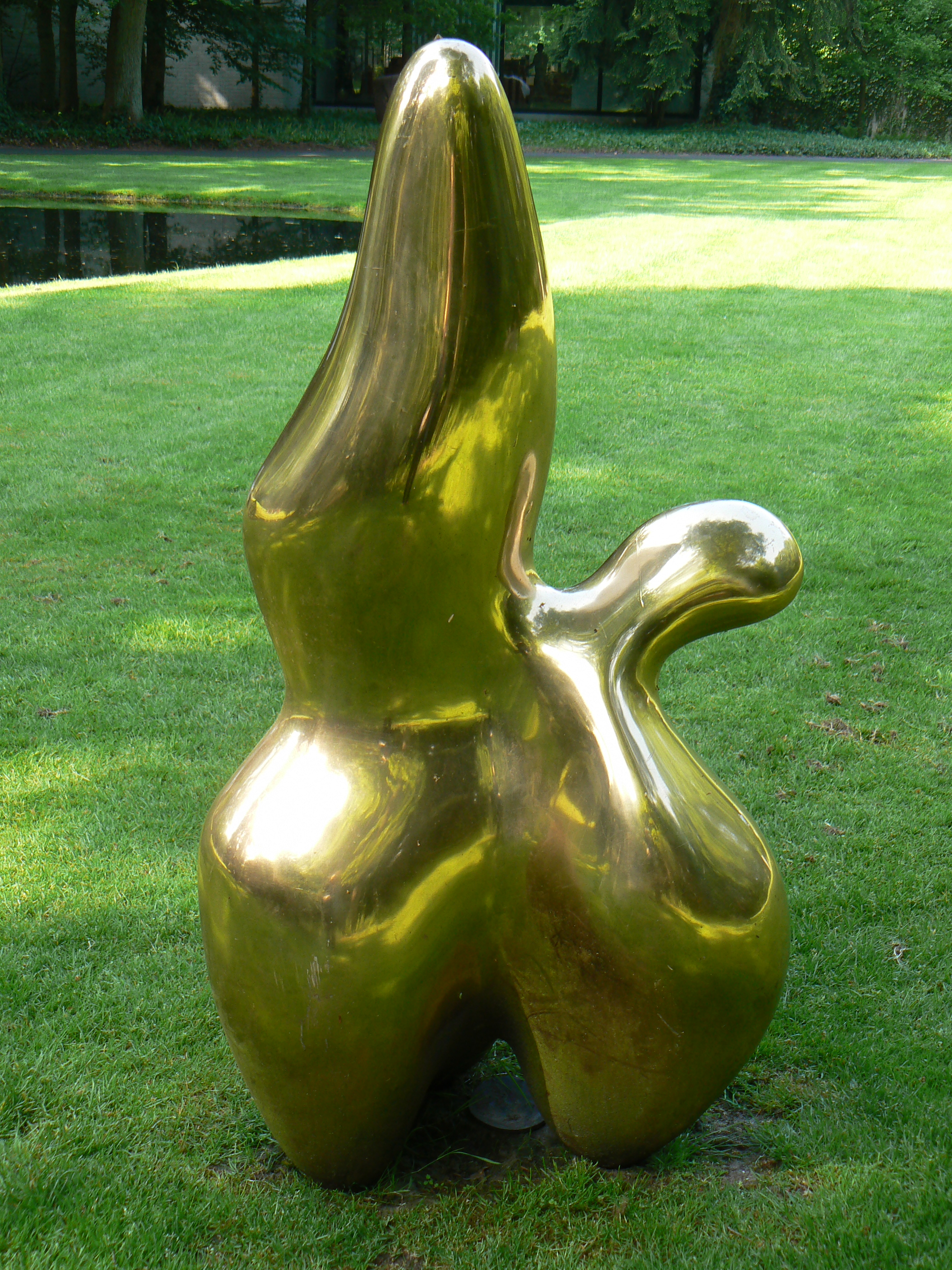
Uma das esculturas menores na Holanda

Diz-se que a influência criativa de Arp para a escultura foi baseada em sua reação à Segunda Guerra Mundial. A forma ondulada da escultura simula as curvas naturais de nuvens, colinas e lagos e expressa a oposição de Arp às máquinas que causaram guerras. Possui elementos dos movimentos surrealista e dadaísta.
A escultura fica perto da Plaza Cubierta e da Aula Magna; e atrás dela há um grande mural de cerâmica de Mateo Manaure.

## Aparência
A escultura é descrita como uma "grande forma orgânica com saliências arredondadas e onduladas [que são] mais reminiscentes de uma fruta estranha em botão". Já passou por obras de restauração no passado, quando Arp estava vivo para aconselhar sobre como o trabalho deveria ser feito. Foi originalmente proposto que Arp desse à(s) escultura(s) seu nome após a colocação, já que a superfície brilhante refletia as nuvens passando acima, mas os esforços de conservação das obras de Arp mostraram que ele não gosta que suas esculturas sejam reflexivas, pois isto distrairia das linhas das obras.